# Gambero d'acqua dolce

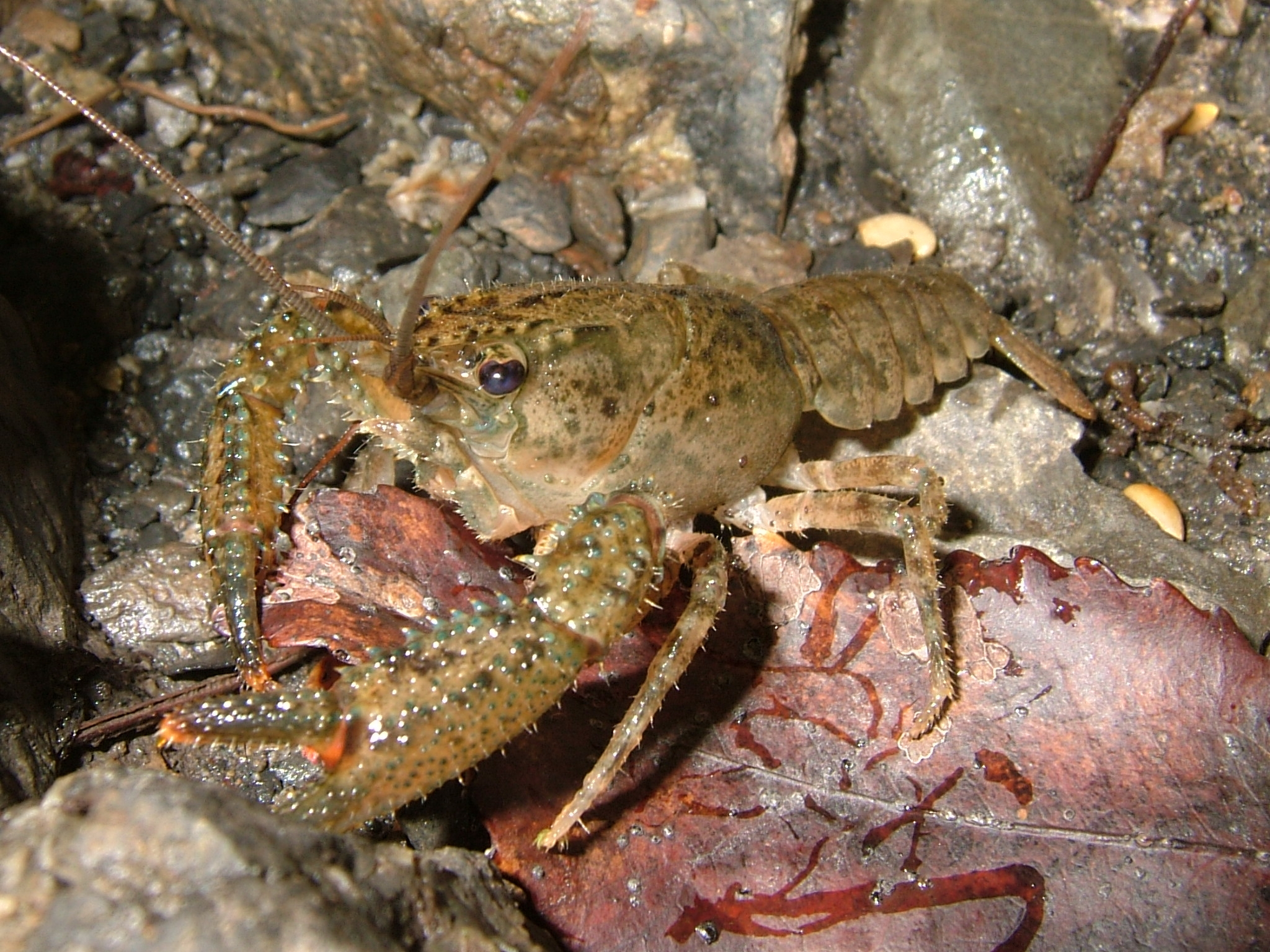
Un gambero d'acqua dolce, Paranephrops planifrons, Parastacidae

Il nome volgare gambero d'acqua dolce, o gambero di fiume, identifica varie specie di crostacei di acqua dolce, appartenenti alle superfamiglie Astacoidea e Parastacoidea, all'interno dell'ordine dei Decapodi.

## Esemplari

### Astacoidea

#### Astacidae
- Astacus astacus (gambero di fiume)
- Astacus leptodactylus (gambero di fiume turco)
- Austropotamobius pallipes (gambero di fiume europeo)
- Austropotamobius torrentium (gambero di torrente)
- Pacifastacus fortis
- Pacifastacus leniusculus (gambero di fiume americano)
- Pacifastacus nigrescens

#### Cambaridae
- Cambarellus patzcuarensis
- Orconectes limosus (gambero di fiume americano)
- Procambarus alleni (gambero della Florida)
- Procambarus clarkii (gambero della Louisiana)

### Parastacoidea

#### Parastacidae
- Cherax destructor
- Cherax pulcher
- Cherax quadricarinatus (gambero di fiume australiano)
- Cherax tenuimanus